# Dendropsophus branneri
Espèce
Synonymes
- Hyla bipunctata branneri Cochran, 1948
- Hyla branneri Cochran, 1948
- Hyla scrobiculata Lutz, 1973

Statut de conservation UICN

 LC  : Préoccupation mineure
Dendropsophus branneri est une espèce d'amphibiens de la famille des Hylidae.

## Répartition
Cette espèce est endémique du Brésil. Elle se rencontre jusqu'à 700 m d'altitude dans les États du Maranhão, du Piauí, du Ceará, du Rio Grande do Norte, du Paraíba, du Pernambouc, de l'Alagoas, du Sergipe, de Bahia, du Minas Gerais, de l'Espírito Santo et de Rio de Janeiro.

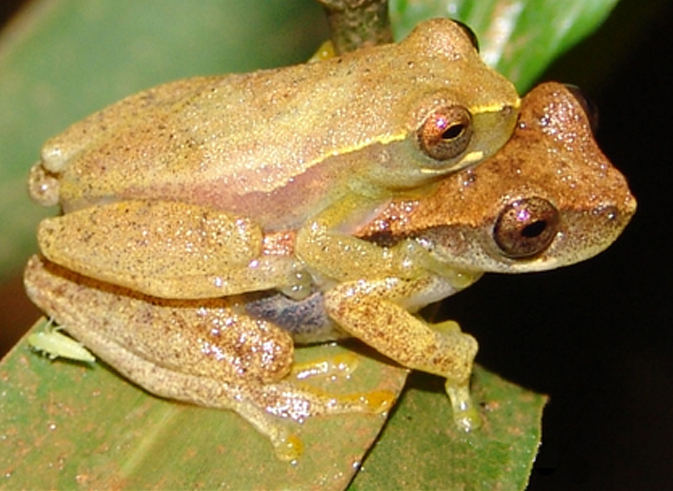
Dendropsophus branneri

## Étymologie
Cette espèce est nommée en l'honneur de John Casper Branner (1850–1922).

## Publication originale
- Cochran, 1948 : A new subspecies of tree frog from Pernambuco, Brazil. Journal of the Washington Academy of Sciences, vol. 38, no 9, p. 316-318 (texte intégral).